# Metro Kairo
Die Metro Kairo (arabisch مترو أنفاق القاهرة, DMG mitrū anfāq al-qāhira) in Ägyptens Hauptstadt Kairo ist neben der Metro Algier das einzige voll entwickelte U-Bahn-System Afrikas. Derzeit befinden sich drei Strecken in Betrieb, eine vierte in Bau. Alle Linien fahren auf der Normalspur von 1435 mm.

## Strecken

### Linie 1

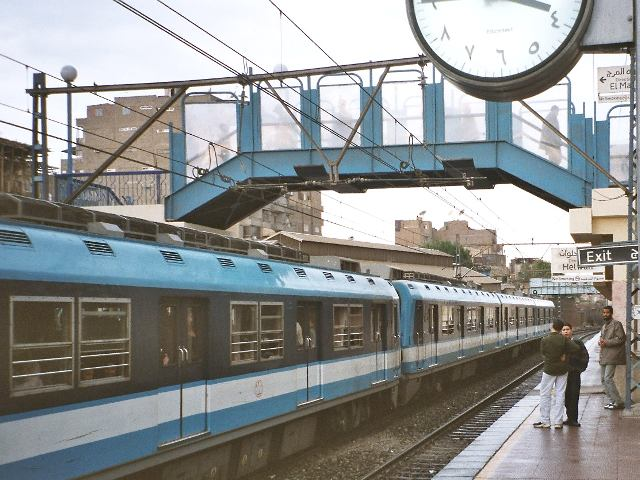
Zug der Linie 1

Anfang der 1970er Jahre wurden die Verkehrsprobleme in der ägyptischen Hauptstadt Kairo immer gravierender. Kilometerlange Staus waren keine Seltenheit. Daher wurde 1973 ein U-Bahn-Ausbauplan von der ägyptischen Regierung beschlossen. Dieser sah vorerst ein System aus drei Linien vor.
Die Linie 1 (Rote Linie), 1987 eröffnet, besteht eigentlich aus drei Teilen, zwei Vorort-Eisenbahnstrecken und einem langen Tunnelstück im Zentrum der Stadt. Die Linie 1 wird deutlich stärker als die Linie 2 benutzt und verbindet den Industriestandort Helwan im Süden und die bevölkerungsreichen Vorstädte um El Marg im Norden. Die Vorortbahnstrecken, die in die U-Bahn-Linie integriert wurden, hatten 1971 einen Anteil von 81 % am Eisenbahn-Vorortverkehr. Rein technisch gesehen gehört die Strecke zum Netz der ägyptischen Eisenbahn, findet hier doch auch noch Güterverkehr statt. Andere Personenzüge fahren hier nicht.
Die südliche Eisenbahnstrecke nach Helwan wurde 1877 als staatliche Eisenbahn eröffnet. 1888 wurde die Strecke privatisiert und von der Gesellschaft der Brüder Suares betrieben. Ein Jahr später wurde die Strecke neu trassiert, nun führte sie parallel zum Nil in den südlichen Teil der Kairener Innenstadt. Dort erhielt sie sogar einen eigenen Kopfbahnhof. Spätestens seit damals gibt es Projekte, die Nord- mit der Südstrecke zu verbinden, wie durch den Bau der U-Bahn geschehen. Einen ersten Antrag der Suares-Gesellschaft für den Bau eines solchen Verbindungsstücks wurde im März 1890 abgewiesen. 1904 wechselte wiederum die Gesellschaft, nun Delta Railways, bis diese 1916 verstaatlicht wurde. 1956 elektrifizierte die ägyptische Staatsbahn die Strecke, was eine Besonderheit im damals noch dampfbetriebenen Eisenbahnnetz darstellte.
Die Linie 1 wurde in drei Schritten fertiggestellt:
1982 begannen die ersten Bauarbeiten, am 27. September 1987 konnte das unterirdische Tunnelstück im Zentrum Kairos von Al Shohadaa (damals Mubarak, Ausstieg zum Ramses-Bahnhof, dem Hauptbahnhof Kairos) nach Sayyida Zeinab eröffnet werden. Dazu gehörte auch noch die Umstellung der südlichen Eisenbahnstrecke auf U-Bahn-Betrieb. 4,8 km Neubaustrecke waren zu bauen, 22,5 km gehörten zur bereits bestehenden Strecke.
Am 12. April 1989 konnte die nördliche Eisenbahnstrecke endlich umgestellt werden. Diese reichte von der Station Al Shohadaa bis nach El Marg. 15,4 km lang war die neu zu eröffnende Strecke.
Im Mai 1999 kam noch eine Station hinzu. Es wurde der eingleisige Betrieb von El Marg bis New El Marg aufgenommen. Diese Strecke ist insgesamt 1,3 km lang. Dennoch enden auch heute noch viele Züge an der vorherigen Endstation El Marg.
Insgesamt ist die Strecke der Linie 1 etwa 44 Kilometer lang und hat 35 Stationen. Fast alle Stationen haben Seitenbahnsteige, die bis zu 197 Meter lang sind. Die maximale Kapazität der Linie beträgt pro Tag zwei Millionen Fahrgäste, derzeit benutzen etwa 1,4 Millionen Passagiere die Linie 1 pro Tag.
Die Streckenhöchstgeschwindigkeit beträgt 100 km/h, in Spitzenzeiten wird in einem 210-Sekunden-Takt gefahren. Technisch möglich wäre allerdings sogar ein 150-Sekunden-Takt. Um eine schnelle Abfertigung zu erreichen, sind die Züge an beiden Enden mit Personal besetzt.
Die Linie 1, die durch ihre relativ hohen Stationsabstände und Streckengeschwindigkeiten eher einer S-Bahn ähnelt, wird umgangssprachlich auch die „French-Linie“ (französische Linie) genannt. Das liegt daran, dass die Fahrzeuge auf dieser Strecke vom französischen Eisenbahnproduzenten Alstom entworfen wurden.
Im September 2024 schloss die National Authority for Tunnels (NAT) einen Vertrag mit einem Konsortium unter der Führung von Colas Rail, mit Orascom Construction und Hitachi Rail, über 850 Millionen Euro zur Sanierung und Ertüchtigung der Linie 1 vom folgenden Oktober bis Januar 2030. Dabei sollen Colas und Orascom die Stromversorgung, die Fahrleitung und die elektromechanischen Teile erneuern, während Hitachi für den Einbau neuer Signal-, Steuerungs- und Kommunikationstechnik verantwortlich ist. Damit sollen Leistungsfähigkeit und Verfügbarkeit verbessert und langfristig gesichert werden, um den wachsenden Kapazitätsbedarf auf der Linie abdecken zu können.

### Linie 2

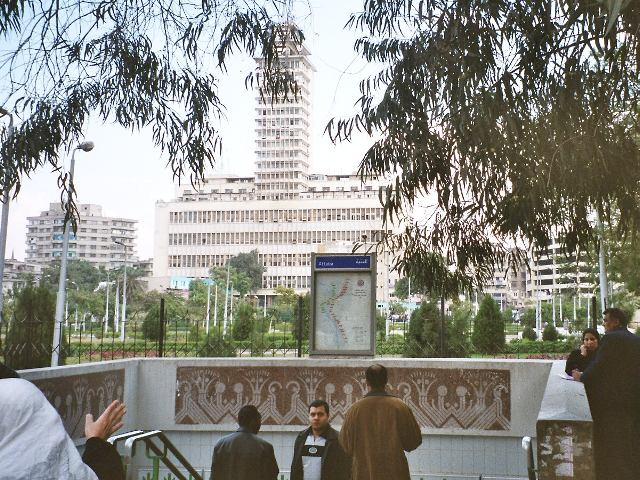
Eingang zur Station Attaba (Linie 2)

Nach dem Ausbauplan von 1973 sollte die Linie 2 vom nördlichen El Mazallat bis zur im Süden gelegenen Cairo University führen. Die Streckenlänge sollte 13,5 km betragen. Nach einigen Verhandlungen erweiterte man die Pläne im Norden um 2,5 km nach Shubra el Kaima beziehungsweise 3 km bis nach Um el Mesrien (auch Giza Suburbs).
Die Linie entstand komplett neu, das heißt, nicht wie die erste Linie auf bereits bestehenden Strecken.
Die ersten Bauarbeiten begannen am 12. Juni 1993. In fünf Ausbaustufen erreichte die Linie ihren heutigen Zustand:
- 1. Oktober 1996: Shubra el Kheima – Al Shohadaa (Ramses-Bahnhof), 8 km
- September 1997: Al Shohadaa (Ramses-Bahnhof) – Sadat, 3 km
- 19. April 1999: Sadat – Cairo University, 5,5 km
- 8. Oktober 2000: Cairo University – Giza Suburbs, 2,7 km
- 17. Januar 2005: Giza Suburbs – El Monieb, 2,6 km

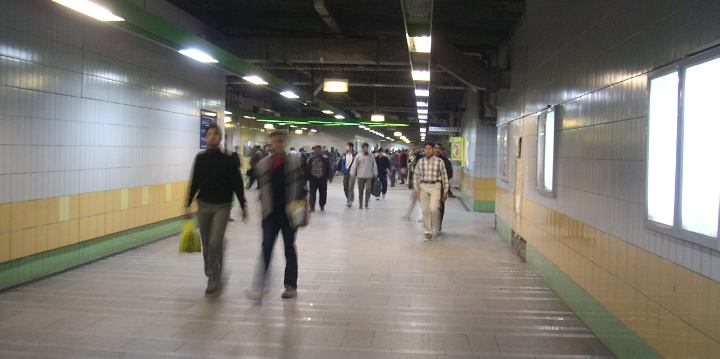
Station Attaba der Linie 2

Heute ist die Linie 2 etwa 22 km lang und hat 20 Stationen. Etwa 13 Kilometer der Strecke verlaufen unterirdisch.
Auf dem Streckenabschnitt El  Behous – Al Shohadaa fährt die U-Bahn unterirdisch. Hier erfolgte auch die erste Nil-Unterquerung in ganz Afrika, wofür die Schlitzbauweise angewendet wurde, da der Boden hier zu großen Teilen aus Bauschutt und heterogenen Ablagerungen des Flusses besteht. Um einen Wassereinbruch zu vermeiden, errichtete man Tunnelaußenwände mit 1 bis 2 Meter dickem Spezialbeton. Die Sohle des Tunnels liegt etwa 30 Meter unter dem Gelände. Im nördlichen Teil verläuft die U-Bahn über eine Viaduktstrecke und endet am ebenerdigen Bahnhof Shubra el Kheima, wo sich auch der Betriebshof der Linie 2 befindet. Im Süden fährt die Linie 2 parallel zur Niltaleisenbahnstrecke, die nach Oberägypten führt. Es entstanden auch zwei Umsteigestationen zur Fernbahn.
Wie auch bei der Linie 1 gibt es auf Linie 2 fast nur Seitenbahnsteige, die hier 144 Meter lang sind. Die maximale Streckenkapazität beträgt 1,85 Millionen Fahrgäste pro Tag bei Höchstgeschwindigkeiten von bis zu 80 km/h und einem 105-Sekunden-Takt. Täglich werden etwa 1,2 Millionen Fahrgäste befördert, die Mindesttaktzeit beträgt dabei drei Minuten.
Die Baukosten für die gesamte Linie, die auch aufgrund der aus Japan stammenden Züge „Japan-Line“ (japanische Linie) genannt wird, betrugen etwa 2 Milliarden US-Dollar.

### Linie 3
Der Baustart für die dritte Linie, die grünen Linie, war 2006. Geplant war eine Gesamtbauzeit von zehn bis zwölf Jahren, was durch eine Überlappung der Bauphasen erreicht werden sollte. Fahrgastprognosen gingen bei der Gesamtvollendung der Strecke von täglich etwa 1,8 Millionen Passagieren aus. Hinsichtlich der Technik ähnelt die Linie 3 der Linie 2, da sie auch über Stromschiene betrieben wird. Kostenschätzungen gingen für die ersten beiden Bauphasen von etwa 4.430 Mio. ägyptischen Pfund aus (etwa 575,9 Millionen Euro). Die europäische und japanische Entwicklungsbank sagten Finanzkooperationen zu. Zwei Konsortien unter Führung des Schienenfahrzeugbaukonzerns Alstom lieferten für den ersten 4,3 km langen Abschnitt zwischen Attaba und Abbassia Signaltechnik, Kommunikation und elektromechanische Ausrüstung. Im Gegensatz zu den beiden anderen Strecken verläuft Linie 3 fast vollständig unterirdisch. Der Bau der Linie wurde in vier Phasen eingeteilt, wobei die Bauphasen 3 und 4 nochmals unterteilt wurden:
- Phase 1: Attaba – Abbassia (4,3 km und 5 Stationen)
- Phase 2: Abbassia – Al Ahram (6,3 km und 4 Stationen)
- Phase 3:
  - 3A: Attaba – Kit-Kat (4,0 km mit vier Stationen)
  - 3B: Kit-Kat – Imbaba (6,6 km mit 6 Stationen und Betriebswerk)
  - 3C: Kit-Kat – Mohandessin – Universität Kairo mit Umstieg zur Linie 2 (5,1 km mit 5 Stationen)
- Phase 4:
  - 4A: Al Ahram – El Shams Club (4,2 km mit 4 Stationen)
  - 4B: El Shams Club – Adly Mansour mit Übergang zum LRT (8,2 km mit 6 Stationen)
  - 4C: Heliopolis – Cairo International Airport (7,0 km und 5 Stationen)

Die bautechnisch anspruchsvollste Aufgabe war die 2011 begonnene Unterquerung des Nils zwischen den Stationen Boulaq am Ostufer und Kit-Kat am Westufer mit dem Zwischenhalt Zamalek auf der Nilinsel Gezira in der Phase 3A.
Nach mehreren Ankündigungen erfolgte nach Presseberichten am 21. Februar 2012 die Eröffnung des ersten Abschnitts der Linie 3. Er umfasst die Stationen Attaba (Übergang zur Linie 2), Bab el-Shaaria, El Gheish, Abdou Pasha und Abbassia. Tags darauf erhielt die neue Linie mit Beschluss des ägyptischen Kabinetts vom 22. Februar 2012 die Bezeichnung „Revolution line“. Der zweite Bauabschnitt der grünen Linie von Abbassia bis Al Ahram in Heliopolis wurde am 7. Mai 2014 eröffnet. Die Baukosten betrugen bis hierhin ca. 4,2 Mrd. EGP oder umgerechnet ca. 580 Mio. Euro. Als dritter Abschnitt wurde die ab 2015 in Bau befindliche östliche Verlängerung von Al Ahram nach El Shams Club rechtzeitig zum Afrika-Cup am 15. Juni 2019 in Betrieb genommen, die Zwischenstation Heliopolis allerdings erst im Oktober des Jahres. Die weitere Verlängerung nach Adly Mansour mit Anschluss an die LRT-Linie Capital Train Richtung Stadt des 10. Ramadan und Neue Hauptstadt wurde am 16. August 2020 eingeweiht. Die westliche Verlängerung hinüber auf das linke Ufer des Nils nach Kit-Kat wurde am 6. Oktober 2022 eröffnet, die Fortsetzung bis zur Endstation Rod al-Farag Korridor einschließlich des dortigen Betriebswerks sowie eines zusätzlichen Betriebswerks im östlichen Streckenast nahe Abbassia wurden offiziell am 20. Dezember 2023 in Betrieb genommen.
Die Linie 3 umfasst aktuell 33,6 Streckenkilometer mit 29 Stationen (Stand Dezember 2023). Die gesamte Strecke der grünen Linie soll nach Fertigstellung bis zur Universität und des Flughafen-Abzweiges 45,7 Kilometer lang sein und 39 Stationen umfassen.

### Light Rail Transit System
Um die östlich von Kairo liegende neue Hauptstadt und die Satellitenstädte al-Ubur, El Shorouk, Badr und Madinat al-Aschir min Ramadan (Stadt des 10. Ramadan) anzubinden, wurde von der ägyptischen Regierung das LRT-Projekt des Capital Train ins Leben gerufen. Im August 2017 wurde zwischen der ägyptischen Tunnelbehörde und einem Konsortium aus CREC und AVIC International ein Vertrag über 1,24 Milliarden US-Dollar unterzeichnet, um mit dem Bau des Projekts zu beginnen. Die durchgehend zweigleisige Strecke führt von der östlichen Endstation der U-Bahn-Linie 3 Adly Mansour über knapp 27 Kilometer und vier Stationen nach Badr, von wo ein nördlicher Streckenast über 9 Kilometer und eine Zwischenstation bis zur derzeitigen Endstation Knowledge City führt, während ein südlicher Ast  über fast 34 Kilometer und drei Stationen an der vorläufigen Endstation Arts and Culture City in der neuen Hauptstadt endet. Dort besteht Anschluss an die noch im Bau befindliche Nil-Ost-Linie der Einschienenbahn. Die insgesamt 70 Kilometer langen Strecken mit zwölf Stationen verlaufen zum Großteil an der Oberfläche, 7,5 Kilometer sind erhöht und 3 Kilometer befinden sich im Tunnel. Entgegen der offiziellen Bezeichnung „Light Rail Transit“ handelt es sich beim Capital Train aufgrund der technischen Parameter um ein S-Bahn-ähnliches System.
Am 3. Juli 2022 wurde die Linie eröffnet, die Strecke soll 30 000 Fahrgäste pro Stunde befördern können. Mit 120 km/h Höchstgeschwindigkeit beträgt die Fahrzeit zwischen der neuen Hauptstadt und der Endstation in Kairo weniger als 45 Minuten. Die RATP Dev betreibt die nach chinesischen Standards gebaute Linie mit 22 Sechswagenzügen von CRRC Sifang, im Endausbau alle drei bis fünf Minuten.
Verlängerungen beider Streckenäste sind derzeit im Bau. Phase 3 ist die Verlängerung der südlichen Strecke von Arts and Culture City über 20,4 Kilometer und insgesamt 4 Stationen bis zum Anschluss an die im Bau befindliche Schnellfahrstrecke Marsa Matruh–Ain Suchna an der künftigen Endstation Central Capital. Phase 4 ist die am 3. März 2021 vom Staatspräsidenten verkündete Verlängerung des Nordastes über 16,5 Kilometer und insgesamt drei Stationen bis zur Endstation City Center in der Stadt des 10. Ramadan. 9,3 Kilometer dieser Strecke werden ebenerdig verlaufen, 7,2 Kilometer aufgeständert.
Darüber hinaus gibt es Voruntersuchungen zur Verlängerung des Südastes um weitere 5,5 Kilometer und eine Station über Capital Center hinaus in die Industriezone der neuen Hauptstadt.

### Monorail
Zwei Monorail-Strecken in die Vororte befinden sich im Bau. Die eine Linie ist 56,5 Kilometer lang mit 22 Stationen und bindet die neue Hauptstadt auf einer West-Ost-Trasse an Kairo an. Die zweite Linie verbindet die Stadt des 6. Oktober im Westen mit Gizeh und ist 42 Kilometer lang. Die insgesamt 70 vierteiligen Züge vom Typ Alstom Innovia 300 haben eine Höchstgeschwindigkeit von 80 km/h. Beide Strecken sollten ursprünglich Anfang 2023 in Betrieb gehen, dann war eine Eröffnung der ersten Linie im Frühjahr 2024 vorgesehen, doch bis Herbst 2024 fanden bisher nur Testfahrten statt.

## Technik

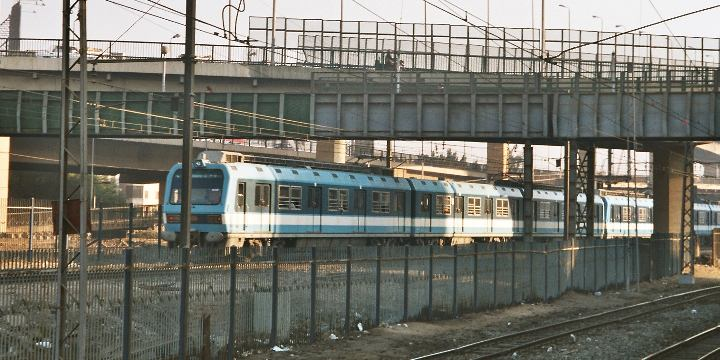
Zug der Linie 1

Die Linie 1 zeigt ihre Verwandtschaft zur Eisenbahn deutlich mit der Stromzuführung per Stromabnehmer und Oberleitungen. Auf dieser Linie kommen dreiteilige Züge der Serie 5000 in der Zusammenstellung Triebwagen-Beiwagen-Triebwagen zum Einsatz, die vom französischen Eisenbahnhersteller Alstom geliefert wurden. Insgesamt 100 Einheiten wurden in den Jahren 1983 und 1984, das heißt vor der Eröffnung der U-Bahn, an die staatliche ägyptische Eisenbahngesellschaft geliefert. Diese besaß jedoch keine Erfahrung mit dem Unterhalt, weshalb die Züge vorerst durch Alstom gewartet wurden. In den Jahren 1993, 1994 und 1999 lieferte die Firma Semaf weitere 39 baugleiche Dreier-Einheiten. In allen Zügen der Linie 1 findet sich Querbestuhlung, das heißt 2+2 vis à vis. Es gibt sowohl Einheiten, die mit Klimaanlage ausgestattet sind, als auch solche mit Ventilatoren. Derzeit gibt es von diesem Typ 139 Zugeinheiten. Im Jahr 2016 lieferte Hyundai Rotem 60 Dreiwagenzüge aus. Die ersten vier Züge wurden in Südkorea gefertigt, die folgenden vor Ort bei Semaf. 2021 wurde bekanntgegeben, dass im Rahmen eines Modernisierungsprogramms bei Alstom insgesamt 55 neunteilige Züge vom Typ Metropolis beschafft werden sollen, wobei der Vertrag mit einem Gesamtwert von 876 Mio. € auch die Instandhaltung über einen Zeitraum von acht Jahren beinhaltet. Der erste der neuen vollklimatisierten Züge wurde Anfang Juni 2025 ausgeliefert. Zusätzlich wurde CAF mit der Modernisierung von 23 Zügen der Baureihe 5000 beauftragt.
Technisch gesehen bestehen deutliche Unterschiede zwischen den Linien 1 und 2. Bei der Linie 2 erfolgt die Stromabnahme und -rückgabe per Stromschiene, was schon eher einer typischen U-Bahn gleicht. Die Züge wurden von Kinki Sharyo und den Firmen Toshiba, Mitsubishi und Semaf entwickelt und produziert. Erst wurden 6-Wagen-Einheiten geliefert, die aus zwei End- und vier Mittelwagen bestehen. Nach der Eröffnung der ersten vier Baustufen erweiterte man diese um jeweils zwei Mittelwagen, sodass auch die volle Bahnsteiglänge ausgenutzt werden konnte. Jährliche Fahrzeuglieferungen fanden in den Jahren 1995–2000 statt. Heute gibt es insgesamt 35 Einheiten.
Im März 2004 gab das ägyptische Informationsministerium bekannt, dass für umgerechnet 73,12 Millionen Euro sieben weitere Züge bestellt werden.
Ein weiterer Unterschied zur Linie 1 ist, dass hier keine Querbestuhlung, sondern Längssitze eingebaut wurden. Alle Einheiten sind klimatisiert.
Auf der Linie 3 werden Achtwagenzüge eingesetzt. Zur Eröffnung wurden 17 Züge von Kinki Sharyo gebaut. Für die diversen Verlängerungen liefert Hyundai Rotem 32 weitere Züge.
2022 wurden bei Hyundai Rotem insgesamt 40 Züge mit insgesamt 320 Wagen bestellt, die auf den Linien 2 und 3 eingesetzt werden sollen.
Für die Linie 4 ist der Einsatz von insgesamt 184 Wagen vorgesehen, die von Mitsubishi und Kinki Sharyo gebaut und zwischen 2025 und 2028 ausgeliefert werden sollen.
Die Linie 6 soll mit insgesamt 294 Wagen bedient werden, welche von Alstom als Teil der Metropolis-Plattform gebaut werden sollen. Abweichend von den anderen Linien sollen die Züge dort fahrerlos betrieben werden können.

## Betrieb

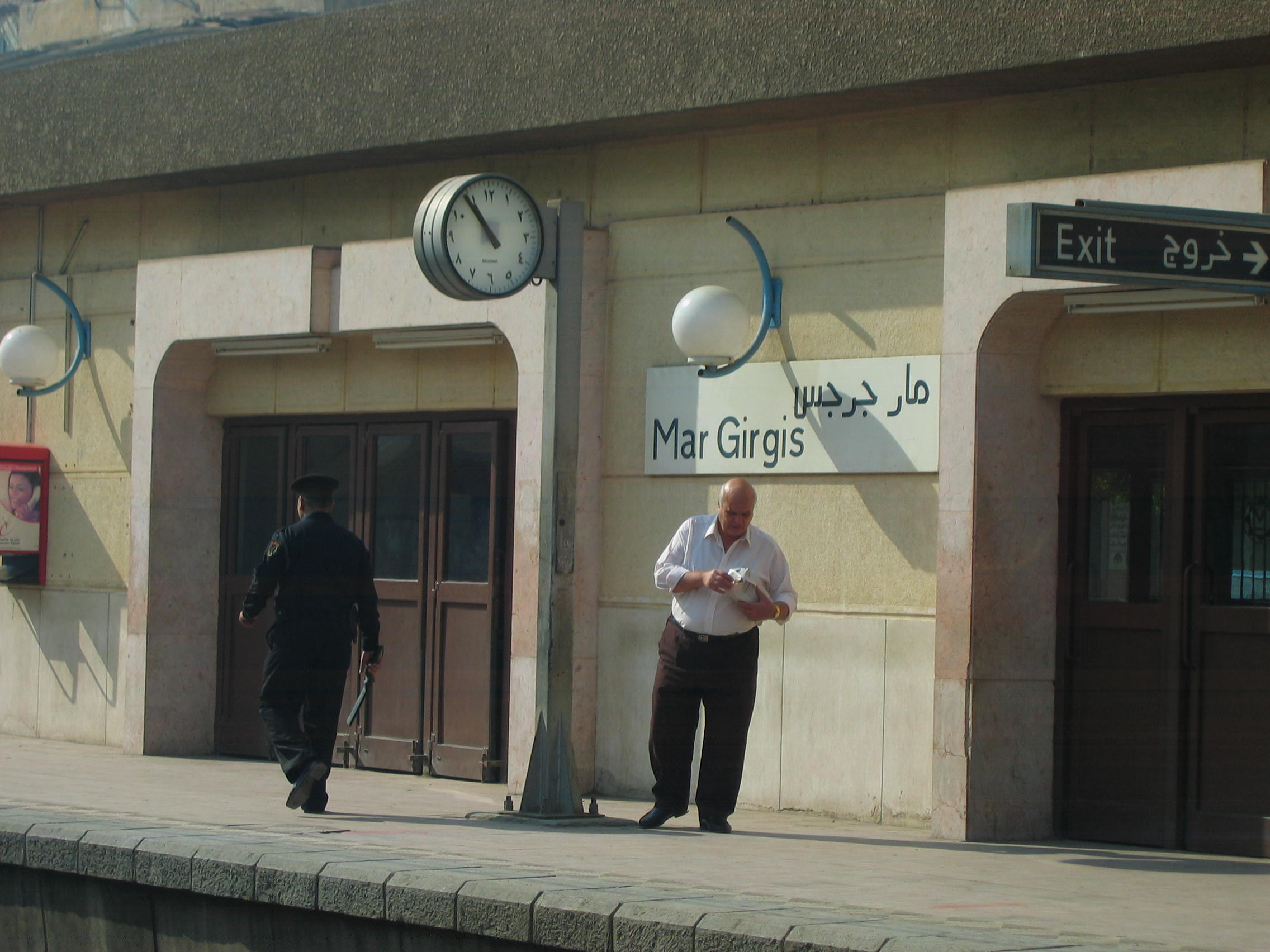
U-Bahnhof Mar Girgis, Linie 1; Stationsnamen werden sowohl in arabischer als auch lateinischer Schrift wiedergegeben

Auch wenn die Kairoer Metro aus der Eisenbahn entstanden ist, gibt es, wie fast überall bei den U-Bahnen in der Welt, nur eine Wagenklasse. Früher war der erste Wagen eines Zuges auf allen Strecken Kairos als spezielles Frauenabteil ausgewiesen, mittlerweile existieren im Mittelteil der Zuggarnituren zwei Wagen mit roter Kennzeichnung (nur für Frauen) und zwei mit grüner Kennzeichnung. Diese sind während des Tages nur für Frauen, der fünfte Wagen ab 20:00 Uhr aber auch für Männer nutzbar. Zusätzlich zeigen blaue Schilder mit Piktogrammen auf den Bahnsteigen den genauen Haltepunkt dieser Wagen an. Auf dem Bahnsteig sind Pfeile angebracht, so dass wartende Fahrgäste sofort sehen können, wo sie sich anstellen müssen, da die Bahnen exakt so am Bahnsteig halten, dass die Türen der Bahn genau an diesen Pfeilen halten und es kein unnötiges Gedränge gibt. In der Praxis hat sich dieses Ein- und Aussteigesystem jedoch nicht bewähren können.
Von anderen Verkehrsmitteln im Kairoer Raum unterscheidet sich die Metro vor allem in puncto Sauberkeit, Sicherheit und Ordnung. Jede Station – die sowohl in arabischer als auch englischer Sprache beschildert wird – ist personell besetzt, eine U-Bahn-Streife sorgt dafür, dass keine Schmierereien oder Sonstiges dort verübt werden. Sie kontrollieren und setzen nebenbei auch das überall geltende Fotografierverbot durch. Das Fahrkartensystem ähnelt sehr dem der Métro Paris; der Fahrgast kauft eine mit einem Magnetstreifen versehene Karte und muss sie durch die an jedem Ausgang vorhandene Sperre durchziehen, die Karte gilt für eine Fahrt mit Umsteigeberechtigung. Die Karten können an Fahrkartenschaltern gekauft werden, es gibt keine Automaten. Eine einfache Fahrt kostet derzeit zwei ägyptische Pfund. Die Betriebszeiten sind für beide Linien täglich von 5:00 bis 24:00 Uhr.
Trotz der langen Stationsabstände ist die Belastung der zwei U-Bahn-Linien relativ hoch, man kann sie mit den lateinamerikanischen U-Bahn-System in Rio de Janeiro, Santiago de Chile und Mexiko-Stadt vergleichen. Etwa 20 Prozent aller motorisierten Fahrten im Kairoer Ballungsraum fallen auf das U-Bahn-System. Im Jahr 2004 wurden insgesamt 949 Millionen Fahrgäste befördert.

## Weiterer Ausbau

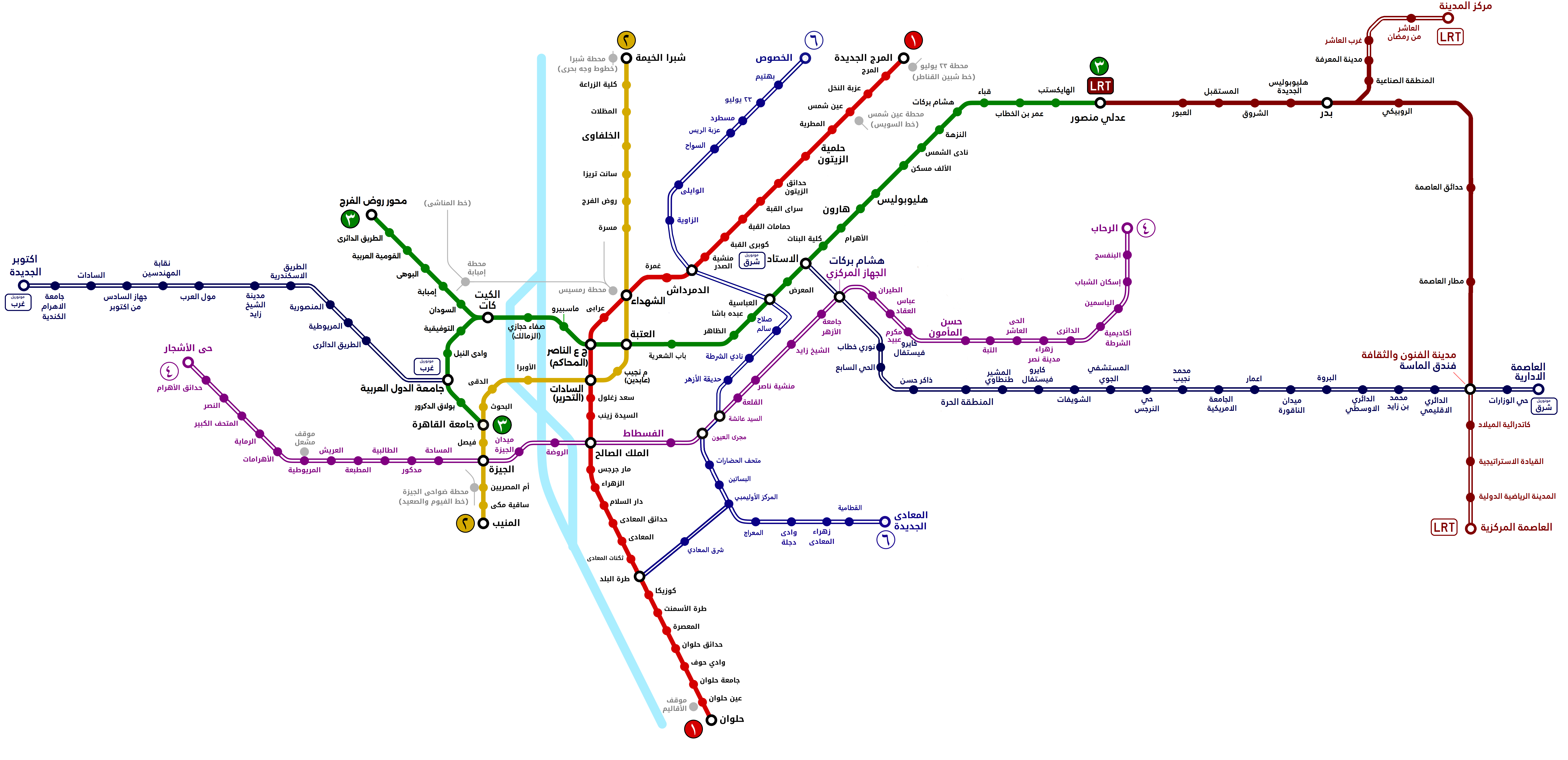
Alle Ausbaupläne für die Metro Kairo mit Stand Oktober 2022: hohle Striche sind Linien in Bau oder Planung

Der ursprüngliche Ausbauplan von 1973 sah drei Linien vor. Neben den beiden Nord-Süd-Linien 1 und 2 sollte die dritte Linie vom östlichen Darassa unter dem Nil und dem Stadtzentrum durch bis ins westliche Imbaba führen und die anderen Linien an den Stationen Attaba (Linie 2) und Nasser (Linie 1) kreuzen.
Da sich in den folgenden Jahren aufgrund anderer Prioritäten und Entwicklungen im Kairoer Raum die Situation veränderte, wurde 1998 die „Greater Cairo Public Transport Study“ entwickelt und im Jahr 2000 vorgestellt. Die Baupläne mit dem Horizont 2022 sahen neben den beiden bis dahin vorhandenen Linien noch vier weitere vor. Auch wenn die Strecke der Linie 3 im Wesentlichen unverändert blieb, gab es Änderungen und Ergänzungen im Streckenverlauf. Im Osten soll die U-Bahn-Linie 3 nun den Kairoer Flughafen anbinden, im Westen zweigt von der Hauptstrecke ein 3,6 km langer Ast nach Mohandessin ab, der noch um eine Verlängerung zur Universität Kairo ergänzt wurde.
Aktuell ist der Bau dreier weiterer Linien vorgesehen:
- Linie 4 (violett): Stadt des 6. Oktobers – El Haram – Giza – Abbassia – Nasr City – Neu-Kairo (etwa 42 km)
- Linie 5 (braun): Nasr City – Heliopolis – Shubra el Keima (etwa 19 km)
- Linie 6 (blau): Maadi – altes Stadtzentrum – Shubra el Kheima (etwa 21 km)

Für die Linie 4 war in der Planung ursprünglich eine Umsetzung in vier Phasen mit einem Baustart 2019 und einer Eröffnung 2024 vorgesehen. Im Rahmen der Ausschreibung wurden dann zwei Phasen festgelegt: Phase 1 ist die 19 Kilometer lange Strecke von der Station Hadayek Al Ashgar in der Stadt des 6. Oktobers im Westen über 14 Stationen ostwärts über die Umsteigestation El Malel El Saleh an der Linie 1 und weiter bis zur Station El Fostat. Dieser Abschnitt ist seit 2022 in Bau. Phase 2 ist die 22 Kilometer lange Verlängerung nach Osten von El Fostat über 20 Stationen bis zur Station El Rihab in Neu-Kairo mit anschließendem Betriebswerk und Zugdepot östlich der Kairoer Ringautobahn. Außerdem ist eine westliche Verlängerung über zwei Stationen nach Al-Fardws in Planung.
Für die Linien 5 und 6 gibt es bislang Voruntersuchungen.
Durch den Bau dieser Linien wird das zwar schon sehr geschrumpfte, aber teilweise noch sehr leistungsfähige Straßenbahnnetz in Heliopolis zusätzliche Konkurrenz bekommen. Zwar sind Absichtserklärungen für den Wiederaufbau der Straßenbahn abgegeben worden, doch wären sie vor allem durch den Bau der Linie 5 fraglich. Andererseits sind bereits die bisherigen Bauarbeiten an den vorhandenen U-Bahn-Linien wiederholt durch finanzielle Schwierigkeiten erheblich in Verzug geraten, sodass die geplante Umsetzung aller Neubauten bis 2032 zunehmend unwahrscheinlich ist.
Außerdem war eine Nordverlängerung der Linie 2 von Shubra el Kheima über 7 Kilometer nach Qalyub in Planung. Im Dezember 2017 kündigte ein Sprecher der Nationalbehörde für Tunnel (NAT) die Ausschreibung für den Februar 2018 und die Vergabe für Mitte 2018 an. Die Endstation sollte als ebenerdiger Bahnhof parallel zur Eisenbahnstrecke gebaut werden und von dort mit Überwerfungsbauwerken den U-Bahn-Verkehr in den Streckentunnel leiten. Allerdings ist derzeit auf der Webseite der NAT nichts mehr über dieses Projekt zu finden.